# Václav Láska (politik)
Václav Láska (* 4. srpna 1974 Rakovník) je advokát, bývalý policejní vyšetřovatel a předseda správní rady Transparency International. V říjnu 2014 byl zvolen senátorem za obvod č. 21 – Praha 5 (jako nestraník za SZ a KDU-ČSL s podporou Pirátů). V letech 2014 až 2017 byl členem Strany zelených. V prosinci 2017 založil hnutí Senátor 21 a stal se jeho prvním předsedou, od konce května 2018 předsedá též senátorskému Klubu pro liberální demokracii – SENÁTOR 21. V roce 2019 stál za ústavní žalobou pro hrubé porušení Ústavy na prezidenta republiky Miloše Zemana. V roce 2022 se stal zastupitelem městské části Praha 5.

## Život
Od 18 let pracoval v řadách Policie ČR. Začínal jako řadový policista na obvodním oddělení, později pracoval jako asistent vyšetřovatele a posléze vyšetřovatel na Krajském úřadu vyšetřování se specializací na hospodářskou kriminalitu. V roce 1999 nastoupil na Úřad finanční kriminality a ochrany státu (ÚFKOS), kde vedl vyšetřování související s IPB a s Harvardskými fondy.
Po zániku ÚFKOS v roce 2003 opustil řady policie, krátce pracoval v oblasti ekonomického poradenství a v roce 2007 působil několik měsíců také v bezpečnostní agentuře ABL. Při zaměstnání vystudoval v letech 1996–1999 sociální patologii na Vysoké škole pedagogické v Hradci Králové a v letech 1999–2004 také právo na Právnické fakultě Západočeské univerzity v Plzni.
Od roku 2002 působil v Transparency International, do roku 2011 byl předsedou správní rady. Od roku 2004 se věnuje právní praxi. V červenci 2007 zamítl ministr vnitra Ivan Langer Láskovu žádost o zbavení mlčenlivosti, jejíž schválení by mu umožnilo vypovídat v USA v kauze Viktora Koženého. Podle mluvčí Aleny Vokráčkové byla důvodem „odlišnost právních systémů obou zemí“. Od roku 2010 provozuje vlastní advokátní kancelář. Přednáší právní a bezpečnostní problematiku pro soukromé společnosti a vyučuje na ČVUT. V roce 2011 analyzoval kauzu Promopro, podal ve věci trestní oznámení, které vedlo k zahájení trestního stíhání vysokých státních úředníků.
V roce 2012 prováděl prověrku smluvních vztahů Dopravního podniku hl. m. Prahy, která vyústila v řadu trestních oznámení na bývalý management podniku, advokáty a známé pražské podnikatele. Sám se však za tuto činnost stal terčem civilních žalob, trestních oznámení a kárných žalob. Za to, že za iniciátora údajné trestné činnosti v dopravním podniku Václav Láska označil advokátní kancelář Šachta & Partners, ho na základě stížnosti této advokátní společnosti potrestala Česká advokátní komora pokutou 200 000 korun. Šachta & Partners na něj navíc podali další stížnost kvůli jeho výroku, že ministr Miroslav Kalousek lže, hrozilo mu i vyškrtnutí z advokátní komory a tím znemožnění výkonu profese.
Ve volbách do Poslanecké sněmovny PČR v roce 2013 kandidoval ve Středočeském kraji jako lídr Strany zelených. Mandát nezískal, zelení sice ve Středočeském kraji dosáhli druhého nejlepšího výsledku ze všech krajů (3,70 %), nicméně na celostátní úrovni nepřekročili pětiprocentní hranici, a proto neuspěli.
V dubnu 2017 vystoupil ze Strany zelených, protože nesouhlasil s některými kroky a postoji vedení strany. V dopisu straníkům uvedl, že zůstává senátorem za Stranu zelených, ale nechce už působit ve stranické politice. V prosinci téhož roku založil hnutí SENÁTOR 21, jež má podpořit nezávislé senátory, a jehož cílem má být podle jeho vlastních slov, Senát plný respektovaných osobností. Ve druhé polovině dubna 2018 se stal jeho prvním předsedou.
V komunálních volbách v roce 2022 byl zvolen zastupitelem městské části Praha 5, když kandidoval jako člen hnutí SEN 21 na 2. místě kandidátky uskupení „Koalice SEN 21 pro Prahu 5 se senátorem Václavem Láskou a Společnosti proti developerské výstavbě v Prokopském údolí“.
V dubnu 2023 se na zastupitelstvu městské části Praha 5 dostal do konfliktu s opozičními zastupiteli po interpelaci týkající se politické minulosti radního Milana Vrkoče z hnutí SEN 21. Dle vyjádření přítomných zastupitelů je slovně napadl a vyhrožoval jim. Senátor Václav Láska v reakci uvedl, že interpelace útočila na čest radního Milana Vrkoče a nelíbila se mu, což šel osobně sdělit opozičnímu zastupiteli.

## Senátor
Ve volbách do Senátu PČR v roce 2014 kandidoval v obvodu č. 21 – Praha 5 jako nestraník za volební koalici Strany zelených a KDU-ČSL. Podporovali jej také Piráti. Se ziskem 30,01 % hlasů vyhrál první kolo, a postoupil tak do kola druhého. V něm porazil poměrem hlasů 65,08 % : 34,91 % nestraníka za ODS Pavla Žáčka.
Následně se stal členem senátního Výboru pro zahraniční věci, obranu a bezpečnost. V roce 2016 byl zpravodajem usnesení, kterým Senát Parlamentu ČR potvrdil, že poloostrov Krym považuje za integrální součást Ukrajiny a odsoudil násilí na východě Ukrajiny. V roce 2017 stál za odmítnutím mezinárodní smlouvy o letecké přepravě se Saúdskou Arábií ze strany České republiky z důvodu porušování lidských práv a nepřátelského jednání vůči Evropě. Současně s tím zpracoval analýzu o roli Saúdské Arábie v nárůstu radikalismu v Evropské unii a na západě s cílem otevřít diskuzi o vzájemných vztazích. V roce 2017 a 2019 se opakovaně zabýval otázkou Turecka a Kurdů. Nejprve předložil výboru analýzu o represích proti kurdské menšině na jihovýchodě Turecka a prosadil usnesení, kterým výbor vyzval k dodržování zásad právního státu a ochrany lidských práv. Následně v roce 2019 stál za odsouzením vojenské ofenzívy Turecka v severovýchodní Sýrii pro rozpor se zásadami mezinárodního práva, válečné zločiny a výzvou k zastavení operací. V roce 2018 prosadil odsouzení jednání prezidenta Miloše Zemana v souvislosti s kauzami Nikulin a novičok. Výbor jednání označil za bezpečnostní a zahraničněpolitické riziko a konstatoval, že prezident hájí zájmy cizí moci, ohrožuje práci Bezpečnostní informační služby a zasahuje do činnosti vlády nad rámec pravomocí stanovený Ústavou.
V rámci dalších legislativních aktivit v Senátu se například zasazoval za zákaz kožešinových farem a navýšení trestů za týrání zvířat. Aktivně vystupoval proti návrhu zákona na zdanění církevních restitucí a následně se připojil k ústavní stížnosti proti zákonu. Staví se proti připravované podobě nového stavebního zákona z důvodu, že nehájí veřejný zájem, ale zájmy developerů na nekontrolovanou výstavbu. Za dobu výkonu svého senátorského mandátu (2014 až 2020) stál coby navrhovatel za celkem devíti senátními návrhy zákonů a coby zpravodaj stál za celkem 27 senátními tisky, především v souvislosti se svojí expertizou právníka a advokáta. Opakovaně byl oceněn iniciativou Rekonstrukce státu za boj proti korupci a podporu protikorupčních zákonů. Je zastáncem zavedení manželství pro stejnopohlavní páry.
V rámci senátního obvodu poskytoval během svého mandátu občanům bezplatnou právní poradnu a angažoval se ve věci developerských projektů v zájmu zachování zeleně a kvality života místních. Například projektů Výhledy Luka, Polyfunkční domy Lužiny nebo OC Paprsek na Praze 13.
Na konci května 2018 byl zvolen předsedou nově založeného senátorského Klubu pro liberální demokracii – SENÁTOR 21, který má šest členů zvolených za SENÁTOR 21, Českou pirátskou stranu, KDU-ČSL, Stranu zelených či Hnutí pro Prahu 11.
Ve volbách do Senátu PČR v roce 2020 obhajoval jako společný kandidát hnutí SEN 21, Pirátů, KDU-ČSL, Zelených a LES v obvodu č. 21 – Praha 5 mandát senátora. V prvním kole získal 37,44 % hlasů, a postoupil tak nepatrným rozdílem ze 2. místa do druhého kola, v němž porazil kandidáta ODS, STAN a TOP 09 Michaela Žantovského poměrem hlasů 54,37 % : 45,62 %, a zůstal tak senátorem.

### Ústavní žaloba na prezidenta Miloše Zemana
V lednu 2019 se objevily informace o snaze Vratislava Mynáře, kancléře prezidenta republiky Miloše Zemana, ovlivňovat rozhodovací činnost soudců v jeho prospěch. Prezident následně uvedl, že Mynář jednal se soudci z jeho pověření. Toto považoval Václav Láska s dalšími senátory za poslední impulz k podání ústavní žaloby. Zvolena byla cesta ústavní žaloby pro hrubé porušení Ústavy dle čl. 65 odst. 2 Ústavy. Láska se rozhodl ji postavit na sérii skutků, při nichž se prezident Miloš Zeman dopustil porušení Ústavy. Prvním krokem bylo sepsání sporných skutkových bodů a momentů prezidentství. Těch bylo nakonec do konce února 2019 sepsáno celkem 57. Krom hlavních sporných bodů zde byla uvedena také řada kontextuálních, které měly zdůraznit motivy jednání. Dalším bodem bylo sepsání samotné ústavní žaloby, v níž byly tyto skutky právně kvalifikovány a vystavěny jako souvislý příběh přístupu k výkonu funkce prezidenta republiky a k ústavnímu pořádku.
Na konci dubna 2019 byl hotov prvotní návrh ústavní žaloby o 44 stranách a celkem 24 žalobních skutcích, z nichž některé byly hlavní a měly obstát jako hrubé porušení Ústavy samostatně, zatímco ostatní ve svém souhrnu. Situace se však změnila následující měsíc, kdy 15. května 2019 oznámil svůj záměr podat demisi ministr kultury Antonín Staněk. 28. května 2019 se prezident rozhodl tuto demisi nepřijmout. Následně podal v souladu s Ústavou návrh na jeho odvolání předseda vlády Andrej Babiš a na jeho místo navrhl Michala Šmardu. S vyhověním tomuto požadavku však Miloš Zeman nadále otálel, což vyvolalo ústavní a politickou krizi. Dle shody ústavních právníků má v takovém případě konat prezident republiky bez zbytečného odkladu. Rovněž předseda Ústavního soudu Pavel Rychetský v médiích uvedl, že nečinnost prezidenta není v tomto případě v souladu s ústavním pořádkem.
Na základě tohoto jednání prezidenta republiky se Václav Láska rozhodl ústavní žalobu rozšířit o nový žalobní bod, a to právě neodvolání ministra kultury na návrh předsedy vlády a nejmenování nového. A to ačkoliv se pod původní text ústavní žaloby podepsalo již 34 senátorů a bylo ji tak možné projednat (dle § 137 zákona o jednacím řádu Senátu musí návrh ústavní žaloby předložit nejméně třetina senátorů). Konečný návrh ústavní žaloby tak mezi hlavními žalobními body a skutky hrubě porušujícími Ústavu obsahoval jmenování vlády Jiřího Rusnoka proti vůli Poslanecké sněmovny a udržování její vlády i více než tři měsíce po volbách do Poslanecké sněmovny v roce 2013, "Lánský puč" proti Bohuslavu Sobotkovi s cílem nahradit jej v čele vítězné strany ve volbách, odmítání akceptovat bez zbytečného odkladu návrh na odvolání ministra financí Andreje Babiše v květnu 2017, udržování u moci první vlády Andreje Babiše po volbách v roce 2017 více než pět měsíců poté, co jí Poslanecká sněmovna odmítla vyslovit důvěru a ocitla se v demisi, odmítnutí jmenovat Miroslava Pocheho ministrem zahraničních věcí, snahy o ovlivňování nezávislé justice a k datu uzavření textu žaloby dne 18. července 2019 již 48 dní trvající odmítání odvolat stávajícího ministra kultury a jmenovat nového na návrh předsedy vlády. Vedle těchto hlavních žalobních skutků obsahovala ústavní žaloba také skutek souhrnný, který obsahoval vícero skutkových jednání jako zasahování do zahraniční politiky nebo odmítnutí jmenovat profesory. Zatímco hlavní skutky představovaly hrubé porušení Ústavy a ústavního pořádku i samostatně, tento jej představoval ve svém souhrnu.
Senát projednal návrh ústavní žaloby ve středu 24. července 2019 a vyslovil s ním souhlas. Pro návrh ústavní žaloby bylo 48 ze 75 přítomných senátorů, čímž byla splněna podmínka dle čl. 65 odst. 3 Ústavy o nutnosti souhlasu tří pětin přítomných senátorů. Následně byl dle Ústavy požadován souhlas Poslanecké sněmovny s podáním schváleného návrhu ústavní žaloby k Ústavnímu soudu. Poslanecká sněmovna ústavní žalobu projednala 26. září 2019. Pro vyjádření souhlasu bylo 58 poslanců, proti 62. Vzhledem k tomu, že byl požadován souhlas 120 poslanců, Poslanecká sněmovna nevyslovila souhlas s podáním schválené ústavní žaloby. Proti žalobě se postavili přítomní poslanci hnutí ANO, ČSSD, KSČM a SPD. A to ačkoliv se tři ústavní právníci oslovení redakcí Respektu shodli, že Miloš Zeman neochotou odvolat ministra Ústavu porušil.

## Dílo
- Jak se zavírají tuneláři, Jota, 2005, ISBN 80-7217-366-9
- Advokát, Jota, 2008, ISBN 978-80-7217-555-0
- Senátor, Jota, 2020, ISBN 978-80-7565-627-8